# Vladimír Baláž
Vladimír Baláž (* 8. června 1944) je bývalý československý fotbalista slovenské národnosti, fotbalový záložník a později obránce.

## Fotbalová kariéra
V nejvyšší soutěži hrál za Spartak Trnava (1966/67), Duklu Praha (1970/71) a Zbrojovku Brno (1971/72).

## Ligová bilance
| Ročník                                   | Zápasy | Góly | Minuty | Klub                  |
| ---------------------------------------- | ------ | ---- | ------ | --------------------- |
| 1. československá fotbalová liga 1966/67 | 1      | 0    | 90     | TJ Spartak TAZ Trnava |
| 1. československá fotbalová liga 1970/71 | 1      | 0    | 31     | AS Dukla Praha        |
| 1. československá fotbalová liga 1971/72 | 4      | 0    | 185    | TJ Zbrojovka Brno     |
| CELKEM 1. LIGA                           | 6      | 0    | 306    |                       |